# P-02A
docomo STYLE series P-02A（ドコモ スタイル シリーズ ピー ゼロ にー エー）は、パナソニック モバイルコミュニケーションズが開発した、NTTドコモの第三世代携帯電話（FOMA）端末である。docomo STYLE seriesの端末。

## 概要
VIERAケータイでは、P905iTVに続き2作目となるスライド型モデル。同じVIERAケータイであるP-01Aの、スライド型版ともいえるモデルで、スタイルシリーズではハイスペックなモデルとなっている。
F-03Aとともに、かつての三菱電機のスライド型端末のユーザーを意識したモデルとなっており、デザインがD905iとよく似ている。また、端末の色は歴代のDシリーズ端末の色に近いものを集めている。折りたたみP端末や一部のDシリーズなどでお馴染みのワンプッシュオープンボタンはなく、D901i、D904i以降のスライド型の三菱電機製端末で採用されたアシストスライド機構が使われている。また、パナソニック独自の「スイングスライド」があり、開いた時にディスプレイ部が少し手前に傾く。
画面下の操作キーに、三菱電機から登録商標及び関連特許、技術ノウハウの使用許諾を得て「スピードセレクター」を採用した。回転キーと十字キーを兼ね合わせ、決定キー部分にはイルミネーションランプを配置したもので、D902iS以降の旧D90XシリーズやD705iの物と、まったく同じ構造となっている。なお、三菱時代からスピードセレクターに使用される部品はパナソニック関連会社からの供給であった。ただし、待受画面上でスピードセレクターを回しても、Dシリーズのようにメニューが表示されないなど、操作内容が一部限られている。
Dシリーズ譲りの外観に対し、ソフトウェアは従来のパナソニック端末で使われているLinuxが使われていて、UIや操作内容、アイコンなどが大きく異なる。このため、操作性の点において、Dシリーズからの買い替えの際には注意が必要である。また液晶のサイズや発色数はD905iと全く同じであるが、液晶の解像度がD905iに比べ、横に10ドット少ない、480×854ドットの液晶となっている。
なお、近年のD90Xシリーズの多くに搭載されていた加速度センサー、FMラジオ、FMトランスミッターは付いていない。
機能面では、P-01Aとほぼ同じような物が搭載されているが、いくつかの違いがある。カメラ機能では、P-01Aにはないメインカメラ用ライトと右側面に半押し対応シャッターボタンがあり、Pシリーズでのフォトライトの搭載はP905i以来となる。また、ワンセグ機能では、ホイップアンテナと、P903iTVやP905iTVで採用された合成ダイバーシティチューナーを使用している。
ドコモの新サービスである、iコンシェル、iウィジェット、iアプリオンラインにも全て対応している。
| 主な対応サービス                   | 主な対応サービス                                                    | 主な対応サービス                       | 主な対応サービス                                     |
| ---------------------------------- | ------------------------------------------------------------------- | -------------------------------------- | ---------------------------------------------------- |
| タッチパネル                       | FOMAハイスピード7.2Mbps                                             | Bluetooth                              | DCMX／おサイフケータイ                               |
| iアプリオンライン／地図アプリ      | 直感ゲーム／メガiアプリ                                             | iウィジェット                          | マチキャラ／iコンシェル                              |
| ホームU／ポケットU                 | GPS／ケータイお探し                                                 | デコメール／デコメ絵文字／デコメアニメ | iチャネル                                            |
| 着もじ／プッシュトーク             | テレビ電話／キャラ電                                                | 電話帳お預かりサービス                 | フルブラウザ                                         |
| おまかせロック／バイオ認証         | 外部メモリーへiモードコンテンツ移行／ユーザーデータ一括バックアップ | トルカ                                 | iC通信／iCお引越しサービス                           |
| きせかえツール／ダイレクトメニュー | バーコードリーダ／名刺リーダ                                        | 2in1※                                  | エリアメール／ソフトウェアーアップデート自動更新     |
| GSM／3Gローミング（WORLD WING）    | 着うたフル／うた・ホーダイ                                          | Music&Videoチャネル／ビデオクリップ    | デジタルオーディオプレーヤー(WMA)(AAC)(SDオーディオ) |

※BモードのメールはWebメールとなる。

### プリインストールiアプリ
- スーパーパズルボブル
- ファミリー伝言板
- とっさの英語辞典
- 日英版／日中版しゃべって翻訳 for P
- Google モバイル
- モバイルGoogleマップ
- 地図アプリ
- 株価アプリ
- 楽オク出品アプリ2
- iアプリバンキング
- Gガイド番組表リモコン
- iD設定アプリ
- DCMXクレジットアプリ
- FOMA通信環境確認アプリ
- マクドナルドトクするアプリ
- モバイルSuica登録用iアプリ
- iアバターメーカー
- iWウォッチ
- 時刻表ウィジェット
- Start! iウィジェット

### ワンセグ機能
- EPG（録画予約も可）
- 外部メモリ（microSDHC）への録画（本体には録画不可）
- 字幕放送
- マルチウィンドウ
- Bluetoothによるワイヤレス音声出力（レシーバーが著作権保護「SCMS-T方式」に対応している必要がある）
- 映像をより鮮やかに再現する「モバイルPEAKSプロセッサー」
- フレームレートを15fpsから30fpsにする「モバイルWスピード」
- 最大6000：1のコントラスト比を実現する「モバイルWコントラストAI」
- 合成ダイバーシティチューナー

## 不具合
- 2009年10月15日に以下の不具合の修正がソフトウェアの更新でなされた。
  - メールの一部の文字が太く表示されてしまう
  - 特定の設定条件下でスライドを開くと、ボタン操作ができなくなる

- 2010年5月13日に以下の不具合の修正がソフトウェアの更新でなされた。
  - 特定の操作を行うと、iモーションの再生ができなくなる
  - GSM圏内であっても圏外となり、利用できない

- 2011年5月26日に以下の不具合の修正がソフトウェアの更新でなされた。
  - フォントサイズを変更すると、絵文字の色指定が有効にならない場合がある。

(参照)P-02Aのソフトウェアアップデート情報

## 歴史
- 2008年10月3日 - 技術基準適合証明（Bluetooth）確認
- 2008年10月30日 - 技術基準適合証明（TELEC）通過
- 2008年10月31日 - 電気通信端末機器審査協会（JATE）通過
- 2008年11月5日 - F-01A・F-02A・F-03A・F-04A・N-01A・N-02A・N-03A・N-04A・P-01A・P-02A・P-03A・P-04A・P-05A・SH-01A・SH-02A・SH-03A・SH-04A・L-01A・HT-01A・HT-02A・Nokia E71・BlackBerry Boldの開発を発表。
- 2008年11月26日 - 連邦通信委員会（FCC）通過
- 2009年1月26日 - 発売開始。